# Serizawa Kamo
 (mai 2013).
Si vous disposez d'ouvrages ou d'articles de référence ou si vous connaissez des sites web de qualité traitant du thème abordé ici, merci de compléter l'article en donnant les références utiles à sa vérifiabilité et en les liant à la section « Notes et références ».
Pour les articles homonymes, voir Kamo.
Serizawa Kamo (芹沢 鴨, Serizawa Kamo, 1826-1863) était un samouraï, devenu rōnin, du Bakumatsu. Il dirigea avec Kondō Isami le Shinsen gumi, le plus puissant des groupes de samouraïs qui, sous les ordres du shogun Tokugawa, devait maintenir l'ordre à Kyoto durant le Bakumatsu, à la fin de l'ère Edo (1860-1868).

## Biographie

### Enfance et formation
Les Serizawa sont des goshi, samouraïs de campagne de rang supérieur du village de Serizawa près de Mito. Le prénom d'enfance de Kamo est Genta, et il a deux frères aînés et une sœur. Il étudie les idées du Mitogaku et le kenjutsu au domaine de Mito.

### Période du Tengu-to
Kamo est prêtre d'un temple shintoïste dans la famille Kimura, dont il épouse la fille, prenant alors le nom de Kimura Keiji. En 1860, il entre dans un groupe extrémiste anti-étrangers, le Tengu-to, responsable de l'assassinat du tairo Ii Naosuke. Il se fait une réputation et monte dans la hiérarchie. Début 1861, il fait décapiter trois membres qui avaient enfreint les règles.
Très vite, le Bakufu traque et emprisonne les membres du Tengu-to pour leur participation dans l'assassinat de Ii. Serizawa est libéré fin 1862, et de Kimura Keiji il devient Serizawa Kamo, et rejoint le Roshi gumi de Kiyokawa Hachiro.

### Décès
Le 18 septembre 1863, après une célébration, Serizawa, ivre, rentre à Mibu avec Hirayama Goro et Hirama Juusuke. Il est exécuté dans son lit avec sa maîtresse. Hirayama est tué et Hirama s'enfuit. Les hommes exécutés furent enterrés lors d'une cérémonie officielle et on accusa des bandits du crime. Ceux qui ont été choisis pour prendre part au complot ont sans aucun doute été des hommes de confiance de Kondo et Hijikata. Hijikata et Okita se chargèrent de Serizawa, Yamanami, Inoue et Harada de Hirayama et de la surveillance. Il est hautement improbable que Kondo lui-même ait été impliqué.
Il y eut un certain nombre de théories sur le mobile de l'assassinat.
- Le comportement de Serizawa était trop erratique, le clan Aizu ordonne secrètement à Kondo et Hijikata de l'assassiner. C'est la théorie la plus largement admise. De nombreux incidents violents soutiennent cette idée.
- Le clan Aizu soupçonnait le clan Mito de placer Serizawa à la tête de la lutte Sonnō jōi. Les trois domaines Ishin Shishi (Mito, Chōshū et Tosa) étaient en concurrence les uns avec les autres dans des actions terroristes contre le Bakufu. Aizu craignait que Mito n'utilise le Shinsen gumi pour faire pencher la balance en leur faveur à Kyoto.
- Kondo et Hijikata utilisèrent les connexions de Serizawa avec Aizu, puis décidèrent de prendre le contrôle du groupe. Il est probable que Kondo et Hijikata détestaient Serizawa en premier lieu, mais ils n'auraient probablement pas été en mesure de former les Mibu roshi gumi sans les relations étroites du frère de Serizawa avec le clan Aizu.

## Nom
Son nom complet était Serizawa Kamo Taira no Mitsumoto. « Serizawa » était le nom de famille, « Kamo » son prénom ; « Taira » le nom de son clan (ses ancêtres) ; « Mitsumoto » était son prénom formel (l'équivalent d'un deuxième prénom).

## Source de la traduction
- (en) Cet article est partiellement ou en totalité issu de l’article de Wikipédia en anglais intitulé « Serizawa Kamo » (voir la liste des auteurs).